# Công thức Leibniz để tính π
Trong toán học, Công thức Leibniz để tính π được viết như sau:
{\displaystyle {\frac {\pi }{4}}=1-{\frac {1}{3}}+{\frac {1}{5}}-{\frac {1}{7}}+{\frac {1}{9}}-\cdots =\sum _{k=0}^{\infty }{\frac {(-1)^{k}}{2k+1}},}
Đây là một chuỗi đan dấu, được đặt theo tên nhà toán học Gottfried Wilhelm Leibniz. Tuy nhiên Leibniz không phải là người đầu tiên tìm ra kết quả của chuỗi số này, mà là Madhava, một nhà toán học người Ấn Độ sống ở thế kỷ 14-15. Thậm chí trước khi Leibniz công bố kết quả của mình vào năm 1673 thì có một nhà toán học khác là James Gregory cũng đã độc lập tìm ra kết quả của chuỗi số vào năm 1671.
Đến đầu thế kỷ 18, Brook Taylor tìm ra được kết quả của một chuỗi số tổng quát hơn, mà sau này được gọi là chuỗi Taylor:
{\displaystyle \arctan x=x-{\frac {x^{3}}{3}}+{\frac {x^{5}}{5}}-{\frac {x^{7}}{7}}+\cdots =\sum _{k=0}^{\infty }{\frac {(-1)^{k}x^{2k+1}}{2k+1}}.}
Theo đó thì công thức Leibniz là một trường hợp đặc biệt của chuỗi Taylor khi x=1. Khi đó thì:
{\textstyle \arctan 1={\tfrac {1}{4}}\pi .}
Bên cạnh đó công thức Leibniz cũng có thể được suy ra từ hàm số L Dirichlet với ký tự Dirichlet của module 4 được tính khi s=1.

## Chứng minh

### Cách 1
{\displaystyle {\begin{aligned}{\frac {\pi }{4}}&=\arctan(1)\\&=\int _{0}^{1}{\frac {1}{1+x^{2}}}\,dx\\[8pt]&=\int _{0}^{1}\left(\sum _{k=0}^{n}(-1)^{k}x^{2k}+{\frac {(-1)^{n+1}\,x^{2n+2}}{1+x^{2}}}\right)\,dx\\[8pt]&=\left(\sum _{k=0}^{n}{\frac {(-1)^{k}}{2k+1}}\right)+(-1)^{n+1}\left(\int _{0}^{1}{\frac {x^{2n+2}}{1+x^{2}}}\,dx\right)\end{aligned}}}
Chỉ xét tích phân ở số hạng cuối cùng, chúng ta có:
{\displaystyle 0\leq \int _{0}^{1}{\frac {x^{2n+2}}{1+x^{2}}}\,dx\leq \int _{0}^{1}x^{2n+2}\,dx={\frac {1}{2n+3}}\;\rightarrow 0{\text{ khi }}n\rightarrow \infty .}
Theo định lý kẹp, khi n → ∞, chúng ta sẽ có chuỗi Leibniz:
{\displaystyle {\frac {\pi }{4}}=\sum _{k=0}^{\infty }{\frac {(-1)^{k}}{2k+1}}}

### Cách 2
Từ hàm số {\displaystyle f(z)=\sum _{n=0}^{\infty }{\frac {(-1)^{n}}{2n+1}}z^{2n+1}}, khi {\displaystyle |z|<1}, thì chuỗi {\displaystyle \sum _{k=0}^{\infty }(-1)^{k}z^{2k}} sẽ hội tụ đều, khi đó thì 
{\displaystyle \arctan(z)=\int _{0}^{z}{\frac {1}{1+t^{2}}}dt=\sum _{n=0}^{\infty }{\frac {(-1)^{n}}{2n+1}}z^{2n+1}=f(z)\ (|z|<1).}
Vì thế, nếu {\displaystyle f(z)} tiến đến {\displaystyle f(1)} thì nó sẽ liên tục và hội tụ đều. Căn cứ  tiêu chuẩn Leibniz thì chuỗi {\displaystyle \sum _{n=0}^{\infty }{\frac {(-1)^{n}}{2n+1}}} cũng sẽ hội tụ.  Ngoài ra, khi {\displaystyle f(z)} tiến đến {\displaystyle f(1)} trong phạm vi góc Stolz, thì tổng Abel cũng chính xác.